# Stazione di Rotterdam Lombardijen
Rotterdam Lombardijen, è una stazione ferroviaria passante di superficie sulla linea ferroviaria Breda-Rotterdam nella città di Rotterdam, Paesi Bassi.